# لويس أوجين كافينياك
لويس أوجين كافينياك (بالفرنسية: Louis-Eugène Cavaignac [lwi øʒɛn kavɛɲak]؛ 15 أكتوبر 1802 – 28 أكتوبر 1857)، جنرال وسياسي فرنسي، شغل منصب رئيس السلطة التنفيذية في فرنسا بين يونيو وديسمبر 1848، خلال فترة الجمهورية الفرنسية الثانية.
وُلد كافينياك في باريس لأسرة بارزة، تلقّى تعليمه إعدادًا لمسيرة عسكرية. وبعد مشاركته في الحملة الفرنسية في موريا، شارك في ثورة يوليو، ثم أُرسل عام 1832 إلى الجزائر في بدايات الغزو الفرنسي لها، حيث خدم هناك بكفاءة طوال ستة عشر عامًا.
بدأ مسيرته السياسية بعد ثورة فبراير 1848 وإنشاء الجمهورية الثانية، حيث انتُخب عضوًا في الجمعية الوطنية، وسرعان ما أصبح من زعماء الجمهوريين المعتدلين. وعُيّن وزيرًا للحرب في الحكومة المؤقتة، وكُلّف بقمع انتفاضة أيام يونيو [الإنجليزية]، وهي ثورة عمّالية قام بها عمّال باريس ضد الجمعية الوطنية. وقد مُنح صلاحيات استثنائية مؤقتة لقمع التمرد، وبعد نجاحه في ذلك، تخلى طوعًا عن سلطاته الديكتاتورية، ثم ثبّتته الجمعية الوطنية رسميًا رئيسًا مؤقتًا للسلطة التنفيذية في فرنسا، وهو المنصب الذي شغله قرابة ستة أشهر.
ترشّح كافينياك للانتخابات الرئاسية في ديسمبر 1848، إلا أنه خسر أمام لويس نابليون بونابرت. استمر في عمله نائبًا في الجمعية الوطنية حتى حلّها الرئيس خلال انقلاب عام 1851، ثم اعتزل الحياة السياسية وتفرّغ لحياته الخاصة.